# Takydromus hani
Takydromus hani är en ödleart som beskrevs av  Chou TRUONG och PAUWELS 200. Takydromus hani ingår i släktet Takydromus och familjen lacertider. Inga underarter finns listade i Catalogue of Life.
Denna ödla förekommer i centrala Vietnam och kanske i angränsande regioner av Laos. Arten lever i kulliga områden och i bergstrakter mellan 200 och 1450 meter över havet. Habitatet utgörs av skogar med buskar. Exemplaren klättrar ibland i buskar upp till 1,5 meter ovanför marken. Det är oklart om arten har samma anpassningsförmåga som andra släktmedlemmar.
Beståndet hotas regionalt av skogsröjningar. I regionen finns flera skyddszoner. IUCN kategoriserar arten globalt livskraftig (LC).